# جوزيف فون كاراباسك
جوزيف ماريا كاراباسك ، من عام 1904 عُرِفَ بلقب فارس كاراباسيك، (20 سبتمبر 1845 في غراتس؛ 9 أكتوبر 1918 في فيينا) كان مستشرق نمساوي وأمين مكتبة.

## حياته
كان جوزيف كاراباسيك ابنا للضابط العسكري يوهان بابتيست كاراباسيك "Johann Baptist Karabacek" (1800-1875) من يهلافا (مورافيا) ويوهانا إيلوف "Johanna Ilwof" (1812–؟؟) من غراتس. في مايو 1876 تزوج في كنيسة "Schottenkirche" بـ فيينا من كارولين يوهانا لانج "Karoline Johanna Lang" (2 ديسمبر 1852 في فيينا؛ 23 فبراير 1914، دُفِنَت في مقبرة فيينا المركزية) كانت ابنة التاجر ليوبولد لانغ "Leopold Lang" (1822-1880) وإرنستين فون هوفمانستال "Ernestine von Hofmannsthal" (1828-1870)، وكلاهما من أصول يهودية.
التحق كاراباسك بالمدرسة الثانوية في لفيف في تيميشوارا وفيينا، واجتاز امتحان الماتورا عام 1863. ثم درس القانون في جامعة فيينا، ثم الدراسات الشرقية عام 1866. ثم حصل على الدكتوراه عام 1868، وفي عام 1869 حصل على شهادة التأهل للأستاذية والمحاضرة في علم الباليوغرافيا وعلم العملات الشعوب الإسلامية من جامعة فيينا. في عام 1874 عُيِنَ أستاذًا مشاركًا، ومن عام 1885 حتى عام 1915 كان أستاذًا متفرغًا لتاريخ الشرق وعلومه. كان مدير مكتبة محكمة فيينا من 1899 إلى 1917. كان تخصصه علم البردي العربي.
في 10 أبريل 1904 حصل على درجة الفروسية النمساوية وشهادة شعار النبالة [الإنجليزية] في 2 فبراير 1905 بلقب مستشار البلاط الإمبراطوري والملكي "k. u. k." ومدير المكتبة. دُفِنَ في مقبرة فيينا المركزية.

## مؤلفات مختارة
- Die persische Nadelmalerei Susandschird: Ein Beitrag zur Entwicklungs-Geschichte der Tapisserie de Haute Lisse; mit Zugrundelegung eines aufgefundenen Wandteppichs nach morgenländischen Quellen/dargestellt von.... E. A. Seemann, Leipzig 1881.

## للاستزادة
- Gabriele Mauthe: Die Direktion Josef Karabacek an der k.k. Hofbibliothek in Wien (1899–1917), eine bibliothekswissenschaftliche und kulturhistorische Studie aus Quellen der k.k. Hofbibliothek in Wien. Mit einer biographischen Skizze von Josef Karabacek (1845–1918). Dissertation Universität Wien 2000 (unpubliziert).
- Gabriele Mauthe, Christian Gastgeber: Die Direktion der Hofbibliothek zur Jahrhundertwende. Josef Ritter von Karabacek Direktor der k.k. Hofbibliothek in Wien (1899–1917). Katalog zur Ausstellung im Papyrusmuseum, Wien 1999, ISBN 3-01-000022-7 (hier S. 99–102 Bibliographie seiner Schriften).
- Karabaček Joseph von. In: Österreichisches Biographisches Lexikon 1815–1950 (ÖBL). Band 3, Verlag der Österreichischen Akademie der Wissenschaften, Wien 1965, S. 228 f. (Direktlinks auf S. 228, S. 229).
- Hans L. Gottschalk (1977), "Karabacek, Joseph von", Neue Deutsche Biographie (NDB) (بالألمانية), Berlin: Duncker & Humblot, vol. 11, p. 140{{استشهاد}}:  صيانة الاستشهاد: postscript (link) صيانة الاستشهاد: ref duplicates default (link)

 (full text online)

## روابط خارجية
- مقتنيات في كتالوجات المكتبة الوطنية النمساوية في فيينا
  - http://data.onb.ac.at/rec/AL00038195
  - http://data.onb.ac.at/rec/AL00038179
- نصوص عن جوزيف فون كاراباسك في فهرس مكتبة ألمانيا الوطنية
- قائمة الأدب في الكتالوج الإلكتروني لمكتبة ولاية برلين